# Mahadevi Varma
Mahadevi Verma (26 tháng 3 năm 1907-11 tháng 9 năm 1987) là một nhà thơ, nhà chiến đấu vì tự do và nhà giáo dục người Hindi, Ấn Độ. Bà được coi là "Meera hiện đại". Verma là một nhà thơ chính của Chhayavaad, một phong trào lãng mạn văn học trong thơ ca Hindi hiện đại, từ 1914-1938 và một nhà thơ nổi tiếng trong Hindi Kavi sammelans (Tập hợp các nhà thơ).
Bà là Hiệu trưởng, và sau đó là Phó Hiệu trưởng của Prayag Mahila Vidyapeeth, một trường cao đẳng cấp dân cư của phụ nữ ở Allahabad.

## Giải thưởng
- 1956: Padma Bhushan[3]
- 1979: Sahitya Akademi Fellowship [4]
- 1982:Giải Gyanpeeth cho bộ sưu tập thơ Yama.[5]
- 1988: Padma Vibhushan[6]